# .ec
.ec為厄瓜多爾國家及地區頂級域（ccTLD）的域名。該域名於1991年2月1日啟用。

## 二級域名
- .EC 一般用途
- .COM.EC 商业用途
- .INFO.EC
- .NET.EC 互联网服务提供商
- .FIN.EC 金融机构和服务
- .MED.EC 医疗和健康相关实体
- .PRO.EC 专业人士，如律师、建筑师、会计师等
- .ORG.EC 非营利组织和实体
- .EDU.EC 教育实体
- .GOB.EC 自2010年7月起由厄瓜多尔政府使用
- .GOV.EC 以前由厄瓜多尔政府使用，2010年被GOB.EC取代
- .MIL.EC 厄瓜多尔军队

## 外部連結
- NIC.EC - Registro de Dominios .EC del Ecuador（页面存档备份，存于），ccTLD Network Information Centre
- IANA .ec whois information（页面存档备份，存于）